# William Yorzyk
William Yorzyk (n. 29 mai 1933, Northampton⁠(d), Massachusetts, SUA – d. 2 septembrie 2020, East Brookfield⁠(d), Massachusetts, SUA) a fost un înotător ce a reprezentat Statele Unite ale Americii, medaliat olimpic. A participat la o ediție a Jocurilor Olimpice (1956) în care a câștigat două medalii de aur.